# جيمس بي. هيوم
جيمس بي. هيوم (بالإنجليزية: James B. Hume)‏ هو متحر أمريكي، ولد في 1827، وتوفي في 1904.